# Nello Pagani
Cirillo Pagani (Milán, Italia, 11 de octubre de 1911 - Bresso, Italia, 19 de octubre de 2003) apodado Nello, fue un piloto de motociclismo y automovilismo de Italia.
Fue conocido por su larga carrera, que abarca desde 1928 hasta 1955, y por convertirse en el primer Campeón Mundial de 125cc en la temporada inaugural de 1949. Casi se convirtió en doble campeón en ese primer año del Campeonato Mundial. En la categoría de 500cc fue oficialmente subcampeón. El campeonato se corrió en seis rondas con las mejores tres puntuaciones de un piloto que contaban para el campeonato. El inglés Leslie Graham en una AJS era el principal rival de Pagani. Aunque Pagani consiguió más puntos que Graham, pero perdió el campeonato con dos victorias y un tercer lugar, mientras que Graham tuvo dos victorias y un segundo.
En el automovilismo, Pagani fue ganador dos veces del Gran Premio de Pau y participó en más de 20 carreras de Fórmula 1, aunque solo una puntuable para el Campeonato Mundial: el Gran Premio de Suiza de 1950 en un Maserati de la Scuderia Achille Varzi.
Su hijo Alberto también se dedicó al motociclismo; fue subcampeón en el Mundial de 500cc de 1972.

## Resultados

### Campeonato del Mundo de Motociclismo
Sistema de puntuación en 1949:
| Posición | 1.º | 2.º | 3.º | 4.º | 5.º | Vuelta rápida |
| Puntos   | 10  | 8   | 7   | 6   | 5   | 1             |

Sistema de puntuación desde 1950 hasta 1968:
| Posición | 1.º | 2.º | 3.º | 4.º | 5.º | 6.º |
| Puntos   | 8   | 6   | 4   | 3   | 2   | 1   |

#### Carreras por año
(Carreras en Negrita indica pole position, Carreras en cursiva indica vuelta rápida)
| Año  | Clase | Moto      | 1       | 2       | 3     | 4      | 5     | 6     | 7     | 8      | 9     | Pts. | Pos. | Vic. |
| ---- | ----- | --------- | ------- | ------- | ----- | ------ | ----- | ----- | ----- | ------ | ----- | ---- | ---- | ---- |
| 1949 | 125cc | Mondial   |         | SUI 1   | NED 1 |        |       | NAT 5 |       |        |       | 27   | 1.º  | 2    |
| 1949 | 500cc | Gilera    | IOM -   | SUI 4   | NED 1 | BEL 5  | ULS 3 | NAT 1 |       |        |       | 28   | 2.º  | 2    |
| 1950 | 500cc | Gilera    | IOM -   | BEL 2   | NED 2 | SUI 10 | ULS - | NAT - |       |        |       | 12   | 4.º  | 0    |
| 1951 | 125cc | Mondial   | ESP -   |         | IOM 4 |        | NED - |       | ULS - | NAT -  |       | 3    | 10.º | 0    |
| 1951 | 500cc | Gilera    | ESP Ret | SUI Ret | IOM - | BEL 5  | NED - | FRA 3 | ULS - | NAT 3  |       | 10   | 5.º  | 0    |
| 1952 | 500cc | Gilera    | SUI 4   | IOM -   | NED 6 | BEL 6  | GER - | ULS - | NAT 3 | ESP 4  |       | 12   | 8.º  | 0    |
| 1953 | 500cc | Gilera    | IOM -   | NED -   | BEL - | GER -  | FRA - | ULS - | SUI 9 | NAT -  | ESP 5 | 2    | 15.º | 0    |
| 1954 | 500cc | MV Agusta | FRA -   | IOM Ret | ULS - | BEL -  | NED 7 | GER - | SUI - | NAT 12 | ESP 3 | 4    | 13.º | 0    |
| 1955 | 500cc | MV Agusta | ESP 5   | FRA Ret | IOM - | GER -  | BEL - | NED - | ULS - | NAT -  |       | 2    | 20.º | 0    |

### Fórmula 1
(Clave) (negrita indica pole position) (cursiva indica vuelta rápida)

| Año     | Escudería              | 1   | 2   | 3   | 4     | 5   | 6   | 7   | Pos. | Pts. |
| ------- | ---------------------- | --- | --- | --- | ----- | --- | --- | --- | ---- | ---- |
| 1950    | Scuderia Achille Varzi | GBR | MON | 500 | SUI 7 | BEL | FRA | ITA | NC   | 0    |
| Fuente: |                        |     |     |     |       |     |     |     |      |      |